# Felix-Gottwald-Schisprungstadion
Felix-Gottwald-Schisprungstadion – kompleks skoczni narciarskich znajdujący się w austriackim Saalfelden. W jego skład wchodzą normalna skocznia o punkcie konstrukcyjnym K85 Bibergschanze oraz trzy mniejsze obiekty (K60, K30 i K15).
Rekordzistą obiektu jest japoński skoczek narciarski Kazuki Nishishita, który podczas Mistrzostw Świata Juniorów w 1999 roku uzyskał 98 metrów.

## Parametry skoczni normalnej
- Punkt konstrukcyjny: 85 m
- Wielkość skoczni (HS): 95 m
- Punkt sędziowski: b.d.
- Rekord skoczni: 98 m -  Kazuki Nishishita (03.02.1999)
- Rekord skoczni (kobiety): 96 m -  Anette Sagen (22.02.2003)
- Długość rozbiegu: 80 m
- Nachylenie rozbiegu: b.d.
- Nachylenie progu: 10°
- Wysokość progu: 2,87 m
- Nachylenie zeskoku: 37°
- Średnia prędkość na rozbiegu: 84,6 km/h